# Рассвет (Воронежская область)
Рассвет — посёлок в Павловском районе Воронежской области Российской Федерации.
Входит в состав Петровского сельского поселения.
В посёлке имеется одна улица — Кольцовская.
| 2009 | 2010 |
| ---- | ---- |
| 18   | ↘14  |